# Schlesisches Konvikt
Koordinaten: 51° 29′ 23,2″ N, 11° 58′ 21,3″ O
Das Schlesische Konvikt ist das älteste Studienkonvikt in Halle (Saale).

## Geschichte (1866–1937)

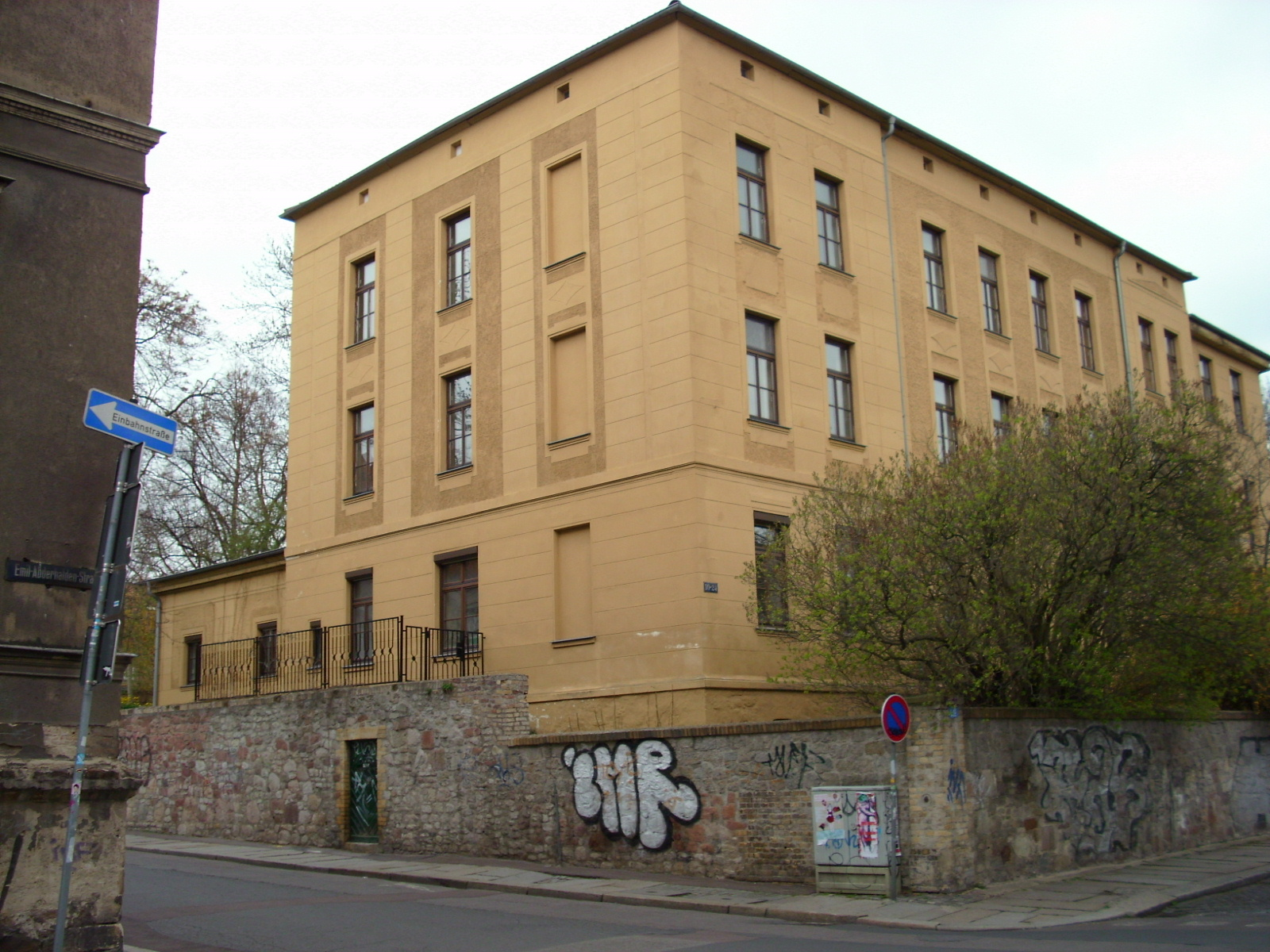
Das Schlesische Konvikt in der Emil-Abderhalden-Straße 10

Das Schlesische Konvikt wurde 1866 unter Beirat des Theologen August Tholuck als erstes Konvikt in Halle gegründet. Es sollte nach dem Willen seines Stifters Graf Karl Philipp von Harrach der Unterstützung von Theologiestudenten aus Schlesien, Harrachs Heimat, dienen. Zunächst in einem Mietshaus untergebracht, konnte schon 1868 das neu gebaute Haus in der Wilhelmstraße 10 (heute Emil-Abderhalden-Straße) eingeweiht werden. Tholuck war von 1869 bis zu seinem Tod 1877 der erste Ephorus des Konvikts. Erster Inspektor war Martin Kähler (1835–1912), der seit 1867 einen Lehrstuhl an der Theologischen Fakultät Halle innehatte und die biblische Theologie in den Mittelpunkt des Konviktslebens stellte. Kähler, der zugleich als Gründungs-Ephorus des Tholuckkonvikts fungierte (seit 1872), übernahm 1888 auch das Ephorenamt im Schlesischen Konvikt. Diese Personalunion wurde von Kählers Nachfolgern bis zur Schließung des Schlesischen Konvikts im Jahr 1937 beibehalten.
Mit Beginn der nationalsozialistischen Herrschaft in Deutschland war das Schlesische Konvikt ebenso wie die anderen halleschen Konvikte in seinem Fortbestand bedroht. Während das Sprachenkonvikt in ein sogenanntes „Kameradschaftshaus“ umgewandelt wurde, diente ein Streit um Reinhard Ring, den damaligen Inspektor des Schlesischen und des Tholuckkonvikts, den Anlass, das Schlesische Konvikt zu schließen. Ring war Mitglied der Bekennenden Kirche und wurde kurzzeitig von seinem Amt suspendiert, weil er in einem Brief die Theologiestudenten kritisch über einen Erlass des Reichswissenschaftsministeriums informiert hatte, in dem u. a. der Besuch von bekenntniskirchlichen Ersatzkursen verboten sowie zum Boykott gegen bekenntniskirchliche Hochschullehrer aufgerufen worden war. Nach einigen teilweise unrechtmäßig erfolgten Umbesetzungen im Kuratorium und daraus resultierenden Konflikten zwischen den verschiedensten Gremien sprach das Reichswissenschaftsministerium am 2. April 1937 dem Rektor der Martin-Luther-Universität Halle-Wittenberg die Ermächtigung zur Schließung des Schlesischen und des Tholuckkonvikts aus; ihre Umsetzung erfolgte am 4. Juni 1937. Die Konviktualitas des Schlesischen Konvikts wurde mit der des Tholuckkonvikts zusammengelegt, dessen Schließung am 28. Oktober 1937 wieder aufgehoben wurde. Das Gebäude des Schlesischen Konvikts wurde am 1. Oktober 1938 als Unterrichts- und Wohnhaus an die Evangelische Kirchenmusikschule Halle vermietet. Hieran änderte sich auch 1946 nichts, als die ursprüngliche Rechtslage für das Schlesische und das Tholuckkonvikt wiederhergestellt wurde.

## Neugründung (seit 2005)
Nachdem die Evangelische Hochschule für Kirchenmusik Halle im Jahr 2000 in einen Neubau im Händel-Karree umgezogen war, stand das Gebäude in der Emil-Abderhalden-Straße wieder für eine Nutzung als Konvikt zur Verfügung. Die Stiftung Schlesisches Konvikt, die bis dahin durch das Tholuck- bzw. das Evangelische Konvikt mitverwaltet worden war, wurde 2005 wieder zum eigenständigen Träger des nun neu gegründeten Schlesischen Konvikts. Der damalige Studentenpfarrer Friedrich Kramer fungierte als dessen erster Geschäftsführer. Im Juni 2018 wurde das 150. Jubiläum der Einweihung des Schlesischen Konvikts gefeiert.
Das Schlesische Konvikt verfügt über 53, größtenteils möblierte Zimmer, in denen Studierende der Theologie und Kirchenmusik, aber auch vieler anderer Studiengänge leben. Eine Besonderheit ist, dass es im Haus zwei Orgeln, darunter eine Sauer-Orgel aus dem Jahr 1939, und in vielen Zimmern ein Klavier gibt. Außerdem verfügt das Gebäude über einen großen Garten. Zum Semesterprogramm gehören darum Hausmusikabende ebenso wie Grillabende, aber auch Hausübungen, Lesekreise und Ausflüge.
| Liste der Ephoren im Schlesischen Konvikt (1869–1998) |
| --- |
| - 1869–1877: August Tholuck - 1877–1888: Eduard Karl August Riehm - 1888–1912: Martin Kähler - 1912–1929: Wilhelm Lütgert - 1929–1937: Gerhard Heinzelmann - 1937: Julius Schniewind (1937 Schließung des Schlesischen Konvikts.) - seit 2005: Ulrich Barth |